# Список умерших в 1202 году

В этой статье представлен список известных людей, умерших в 1202 году.
См. также: Категория:Умершие в 1202 году

## Январь
- 3 января — Гильом II — граф де Шалон (1168—1192), умер после отречения в монастыре.
- 9 января — Биргер Броса — Ярл Швеции из рода Фолькунгов (1174—1202)
- 11 января — Готье[фр.] — епископ Невера (1196—1202)
- 12 января — Фудзивара но Таши[англ.] — императрица-консорт Японии (1150—1155, 1160—1165), как жена императора Коноэ и императора Нидзё, единственная в Японии Императрица двух поколений (Нидай но Касаки).
- 27 января — Андре де Маршьен, французский хронист, монах-бенедиктинец.
- Педро Манрике де Лара — виконт Нарбонны (ок 1192—1202)

## Февраль
- 11 февраля — Гийас ад-Дин Абу-ль-Фатх Мухаммад — султан государства Гуридов (1163—1202).
- 12 февраля — Лудан[англ.] — шотландский пилигрим, святой Римско-католической церкви.[1]

## Март
- 9 марта — Сверрир Сигурдссон — король Норвегии (1184—1202).
- 13 марта — Мешко III Старый — князь великопольский, представитель династии Пястов, князь (принцепс) Польши (1173—1177, 1191, 1198—1199, 1199—1202). Третий сын Болеслава Кривоустого
- 30 марта — Иоахим Флорский — итальянский цистерцианский монах, мистик-прорицатель, родоначальник средневекового хилиазма, яркий мыслитель философско-мистического склада, создатель иоахимизма, и течения внутри цистерцианского ордена — флоренсов (Florenses).

## Май
- 7 мая — Гамелин де Варенн, 5-й граф Суррей — граф Суррей (1164—1202), Основатель линии Плантагенет-Варенн дома де Варенн.

## Июнь
- 16 июня — Эмар I — граф Ангулемский (1186—1202)

## Июль
- 15 июля — Грегорио — кардинал-дьякон Сант-Анджело-ин-Пескерия (1990—1202)

## Август
- 3 августа — Конштанса Португальская[фр.] — инфанта Португалии, дочь Саншу I
- 8 августа — Симон I — граф Текленбурга (1156—1202)
- 9 августа — Дзякурэн — японский аристократ из клана Фудзивара, один из ведущих поэтов второй половины XII века
- 10 августа — Ульрих II — герцог Каринтии {1181—1201} из династии Спанхеймов
- 17 августа — Альберт Чиатинский[итал.] — итальянский святой римско-католической церкви. покровитель Колле-ди-Валь-д'Эльса.

## Сентябрь
- 7 сентября — Гильом Белые Руки — епископ Шартра (1164—1176), архиепископ Санса (1169—1176), затем архиепископ Реймса (1176—1202), кардинал (1179). Он был первым герцогом и пэром Реймса.
- 24 сентября — Понсе Вела де Кабрера — дворянин королевства Леон, игравший важную роль в период правления Альфонсо IX.
- Марквард фон Анвейлер — регент Сицилийского королевства при юном Фридрихе II.

## Октябрь
- 29 октября — Конрад II фон Хюхненбург[нем.] — епископ Страсбурга (1190—1202)

## Ноябрь
- 12 ноября — Кнуд VI — король Дании с 1182 года, соправитель своего отца Вальдемара I с 1170 года. Старший сын Вальдемара I и Софии Полоцкой

## Декабрь
- 3 декабря:
  - Конрад I фон Кверфурт[нем.] — епископ Хильдесхайма (1194—1199), епископ Вюрцбурга (1198—1202);
  - Мёнджон (71) — правитель Корё (1170—1197).

## Дата неизвестна или требует уточнения
- Алан Лилльский — французский теолог и поэт, монах-цистерцианец, святой римско-католической церкви, автор «Антиклавдиана» и «Плача Природы»
- Андре де Шавиньи[англ.] — французский рыцарь на службе у Ричарда I Львиное Сердце, позднее у герцога Бретани Артура I, участник третьего крестового похода, умер в заключении у Иоанна Безземельного
- Блондель де Нель — французский трувер
- Бушар IV — граф Вандома (1139—1202)
- Ван Тинюнь[укр.] — китайский художник
- Бернар д’Арманьяк-Фезансаге — виконт де Фезансаге (1182—1202)
- Гийом де Турнебю[фр.] — епископ Кутанса (1184—1202)
- Гильом VIII де Монпелье — Сеньор Монпелье (1173—1202)
- Гильом де Чемилле[фр.] — епископ Авранша (1196—1197), епископ Анже (1199—1202)
- Жосциус[англ.] — архиепископ Тира (1186—1203), канцлер Иерусалимского королевства (1192—1200)
- Евгений Палермский — сицилийский адмирал (Королевство Сицилия) двенадцатого века и известный средневековый переводчик и поэт, возможно писал и под псевдонимом «Гуго Фальканд»
- Жоффруа III дю Перш — граф дю Перш (1191—1202) — французский полководец, участник третьего крестового похода
- Жоффруа де Донжон — великий магистр ордена иоаннитов (1193—1202).
- Ибрагим ибн Хусейн, правитель Западного Караханидского каганата (1178—1202) с резиденцией в Самарканде.
- Инге Магнуссон — претендент на трон короля Норвегии от баглеров (1196—1202), убит.
- Катал Карраг — король Коннахта (1189—1202)
- Конрад фон Урслинген — герцог Сполето (1183—1190, 1195—1198), последний герцог Сполето до присоединения герцогства к Папской области
- Минамото но Ёшишиге[англ.] — родоначальник японского клана Нитта
- Рено Гранье — лорд Сидона (1171—1187, 1197—1202).
- Фудзивра но Нарицуне[англ.] — японский аристократ, герой многих японских драматических произведений.
- Хаммад аль-Харрани[англ.] — мусульманский учёный, поэт и путешественник, автор истории Харрана.
- Хун Май, китайский государственный деятель, конфуцианец и писатель.